# Stizocera atiaia
Stizocera atiaia là một loài bọ cánh cứng trong họ Cerambycidae.